# Pandiaka kassneri
Pandiaka kassneri är en amarantväxtart som beskrevs av Karl Suessenguth. Pandiaka kassneri ingår i släktet Pandiaka och familjen amarantväxter. Inga underarter finns listade i Catalogue of Life.